# Nacional
Nacional je hrvatski politički tjednik. Izlazio je u Zagrebu od 1995. do 2012. godine. Nakon prekida od dvije i pol godine izlazi ponovo 2014. u nakladi od 20.000 primjeraka. 

## Povijest
Osnivač i vlasnik tjednika Nacional, bio je fotograf i novinar Ivo Pukanić. Tjednik izdaje NCL Media Grupa d.o.o. pod vodstvom predsjednika uprave Moritza von Seefrieda. U doba Tuđmanove vladavine Nacional je bio izrazito politički kritičan, poslije sve komercijalniji. Nakon 17 godina rada, Nacional je 2012. ugašen, da bi ponovno bio pokrenut 2014. 

## Kolumnisti
- Drago Pilsel
- Viktor Gotovac
- Jelena Lovrić
- Zrinka Vrabec Mojzeš
- Saša Leković
- Pavle Svirac
- Berislav Jelinić
- Orhidea Gaura Hodak

## Radio Nacional
U kolovozu 2022. pokrenut je Radio Nacional koji emitira putem mrežnih stranica i DAB+ platforme. Program radija uređuje Zrinka Vrabec Mojzeš. Prepoznatljive emisije su Gost dana i Na vrućem stolcu.

## Kontroverzne objave
- U broju 960 od 20. rujna 2016. godine, pod nadnaslovom i naslovom Svjedočanstva roditelja djece kojoj je dijagnosticiran autizam – “Sustav je uništio našu djecu koja su zbog cjepiva zanijemila”, na 6 stranica (36. do 41.) objavljen je prilog kojim je nastavljeno istraživanje na temu povezanosti cijepljenja i autizma.[1]
- Novinar Drago Pilsel, objavio je tekst u kojem je optužio Crkvu u Hrvatskoj za manipuliranje i obmanjivanje oko Stepinčeve smrti.[2]
- Bivsi predsjednik HDZ-a Tomislav Karamarko na zagrebačkom Općinskom građanskom sudu dobio je spor protiv tjednika Nacional koji bi mu trebao isplatiti 70 tisuća kuna, zbog objavljenog intervjua s Josipom Manolićem u kojem je ustvrdio da je Karamarko radio za Udbu[3]

## Vanjske poveznice
- Službena stranica